# Kerstin Bergeå
Anna Britta Kerstin Bergeå, född 7 april 1980 i Umeå, är en svensk opinionsbildare, som 2023 blev ordförande i Svenska freds- och skiljedomsföreningen.
Hon har i den positionen agerat mot Sveriges medlemskap i Nato, inte minst mot Natos kärnvapendoktrin. Under medlemsförhandlingarna har hon framfört att medlemsförhandlingarna borde frysas och hon har uttalat sig kritiskt efter det att Sverige den 7 mars 2024 blev fullvärdig medlem i Nato.
Under 2025 argumenterade hon för idén att upprustning leder till krig, och att icke-våldsmetoder kan stoppa rysk imperialism och expansion, exempelvis genom att "ändra på skyltar". 